# Puerto Rico op de Olympische Zomerspelen 1964
Puerto Rico nam deel aan de Olympische Zomerspelen 1964 in Tokio, Japan. Voor de vierde achtereenvolgende keer won het geen enkele medaille.

## Deelnemers en resultaten

### Atletiek
| Olympiër        | Discipline               | Resultaat | Prestatie                            |
| --------------- | ------------------------ | --------- | ------------------------------------ |
| Arnaldo Bristol | 110m horden (m)          | 22e       | serie 1: 6de in 14,69                |
| Heriberto Cruz  | 110m horden (m)          | 28e       | serie 2: 6de in 14,93                |
| Abe Fornés      | marathon (m)             | 55e       | 2:46.22,6                            |
| Samuel Cruz     | verspringen (m)          | 30e       | kwalificatie: 30ste met 6,74m        |
| Rolando Cruz    | polsstokhoogspringen (m) | 21e       | kwalificatie groep B: 11de met 4,50m |
| Ignacio Reinosa | discuswerpen (m)         | 25e       | kwalificatie: 25ste met 46,36m       |

### Basketbal
| Olympiër | Discipline | Resultaat | Prestatie |
| --- | ---------- | --------- | --- |
| Alberto Zamot Ángel Cancel Ángel García Evelio Droz Jaime Frontera Juan Vicéns Juan Báez Martín Ansa Rubén Adorno Teo Cruz Tomás Gutiérrez Bill McCadney | mannen     | 4e        | groep A: 2de W van Japan: 65-55 V van Italië: 64-74 W van Mexico: 73-55 V van Sovjet-Unie: 63-82 W van Polen: 66-60 W van Canada: 88-69 W van Hongarije: 74-59 halve finale: V van Verenigde Staten: 42-62 bronzen finale: V van Brazilië: 60-76 |

| Groep A |             |             |             |             |        |        |        |        |
| #       | Land        | Wedstrijden | Wedstrijden | Wedstrijden | Punten | Punten | Punten | Punten |
| #       | Land        | G           | W           | V           | V      | T      | Saldo  | Punten |
| 1       | Sovjet-Unie | 7           | 7           | 0           | 562    | 424    | +138   | 14     |
| 2       | Puerto Rico | 7           | 5           | 2           | 493    | 454    | +39    | 12     |
| 3       | Polen       | 7           | 4           | 3           | 467    | 448    | +19    | 11     |
| 4       | Italië      | 7           | 4           | 3           | 495    | 480    | +15    | 11     |
| 5       | Mexico      | 7           | 3           | 4           | 485    | 514    | -29    | 10     |
| 6       | Japan       | 7           | 3           | 4           | 421    | 428    | -7     | 10     |
| 7       | Hongarije   | 7           | 2           | 5           | 407    | 469    | -62    | 9      |
| 8       | Canada      | 7           | 0           | 7           | 408    | 521    | -113   | 7      |

| Ronde          | Datum | Plaats           | Land  | Score       | Land |
| -------------- | ----- | ---------------- | ----- | ----------- | ---- |
| Groepsfase     |       |                  |       |             |      |
| 11 oktober     | Tokio | Japan            | 55-65 | Puerto Rico |      |
| 12 oktober     | Tokio | Italië           | 74-64 | Puerto Rico |      |
| 13 oktober     | Tokio | Puerto Rico      | 73-55 | Mexico      |      |
| 14 oktober     | Tokio | Sovjet-Unie      | 82-63 | Puerto Rico |      |
| 16 oktober     | Tokio | Puerto Rico      | 66-60 | Polen       |      |
| 17 oktober     | Tokio | Puerto Rico      | 88-69 | Canada      |      |
| 18 oktober     | Tokio | Puerto Rico      | 74-59 | Hongarije   |      |
| Halve finale   |       |                  |       |             |      |
| 21 oktober     | Tokio | Verenigde Staten | 62-42 | Puerto Rico |      |
| Bronzen finale |       |                  |       |             |      |
| 23 oktober     | Tokio | Puerto Rico      | 60-76 | Brazilië    |      |

### Boksen
| Olympiër           | Discipline | Resultaat | Prestatie                                                        |
| ------------------ | ---------- | --------- | ---------------------------------------------------------------- |
| José Alonso Nieves | -57kg (m)  | 17e       | 1ste ronde: V van URS Stepashkin: scheidsrechterlijke beslissing |

### Gewichtheffen
| Olympiër           | Discipline | Resultaat | Prestatie                                                                                   |
| ------------------ | ---------- | --------- | ------------------------------------------------------------------------------------------- |
| Fernando Báez      | -56kg (m)  | 13e       | drukken: 3de met 107,5kg trekken: 20ste met 87,5kg stoten: 12de met 127,5kg totaal: 317,5kg |
| Pedro Serrano      | -60kg (m)  | 12e       | drukken: 14de met 100kg trekken: 8ste met 105kg stoten: 15de met 127,5kg totaal: 332,5kg    |
| Víctor Ángel Pagán | -75kg (m)  | 9e        | drukken: 11de met 127,5kg trekken: 6de met 127,5kg stoten: 7de met 160kg totaal: 415kg      |
| Fernando Torres    | -90kg (m)  | 15e       | drukken: 14de met 132,5kg trekken: 15de met 120kg stoten: 15de met 155kg totaal: 407,5kg    |

### Schietsport
| Olympiër         | Discipline              | Resultaat | Prestatie                       |
| ---------------- | ----------------------- | --------- | ------------------------------- |
| Fred Guillermety | 50m pistool (m)         | 42e       | 512 punten: (88-87-85-86-79-87) |
| León Lyon        | 25m snelvuurpistool (m) | 37e       | 512 punten: (286-284)           |
| Jaime Loyola     | trap (m)                | 46e       | 171 punten                      |

### Schoonspringen
| Olympiër       | Discipline    | Resultaat | Prestatie                         |
| -------------- | ------------- | --------- | --------------------------------- |
| Jerry Anderson | 3m plank (m)  | 22e       | voorronde: 22ste met 81,07 punten |
| Jerry Anderson | 10m toren (m) | 27e       | voorronde: 27ste met 79,54 punten |

### Zeilen
| Olympiër          | Discipline | Resultaat | Prestatie                            |
| ----------------- | ---------- | --------- | ------------------------------------ |
| Juan R. Torruella | finn       | 31e       | 958 punten: (DNF-DNF-23-31-30-29-28) |

### Zwemmen
| Olympiër         | Discipline           | Resultaat | Prestatie               |
| ---------------- | -------------------- | --------- | ----------------------- |
| Celestino Pérez  | 100m vrije slag (m)  | 65e       | serie 9: 7de in 1.01,3  |
| Elliot Chenaux   | 400m vrije slag (m)  | DNS       | serie 5: niet gestart   |
| Celestino Pérez  | 400m vrije slag (m)  | 27e       | serie 6: 4de in 4.30,9  |
| Elliot Chenaux   | 1500m vrije slag (m) | 26e       | serie 3: 7de in 18.33,1 |
| Celestino Pérez  | 1500m vrije slag (m) | 17e       | serie 1: 5de in 18.07,2 |
| Elliot Chenaux   | 200m rugslag (m)     | 32e       | serie 2: 7de in 2.33,1  |
| Elliot Chenaux   | 200m schoolslag (m)  | 33e       | serie 2: 7de in 2.52,5  |
| Elliot Chenaux   | 400m wisselslag (m)  | 21e       | serie 2: 4de in 5.11,3  |
| Celestino Pérez  | 400m wisselslag (m)  | 18e       | serie 1: 5de in 5.10,9  |
|                  |                      |           |                         |
| Margaret Harding | 100m vrije slag (v)  | 42e       | serie 5: 8ste in 1.11,7 |
| Ann Lallande     | 100m vrije slag (v)  | 39e       | serie 2: 7de in 1.06,8  |
| Ann Lallande     | 400m vrije slag (v)  | 17e       | serie 3: 5de in 5.04,3  |
| Margaret Harding | 100m rugslag (v)     | 29e       | serie 3: 8ste in 1.19,5 |
| Margaret Harding | 200m schoolslag (v)  | 25e       | serie 1: 7de in 3.16,0  |
| Margaret Harding | 100m vlinderslag (v) | 31e       | serie 4: 7de in 1.23,7  |
| Ann Lallande     | 100m vlinderslag (v) | 29e       | serie 3: 7de in 1.17,1  |
| Margaret Harding | 400m wisselslag (v)  | 21e       | serie 2: 6de in 6.10,7  |

Afghanistan · Algerije · Argentinië · Australië · Bahama's · België · Bermuda · Birma · Bolivia · Brazilië · Brits-Guiana · Bulgarije · Cambodja · Canada · Ceylon · Chili · Colombia · Congo-Brazzaville · Costa Rica · Cuba · Denemarken · Dominicaanse Republiek · Duits eenheidsteam · Ethiopië · Filipijnen · Finland · Frankrijk · Ghana · Griekenland · Groot-Brittannië · Hongarije · Hongkong · Ierland · IJsland · India · Irak · Iran · Israël · Italië · Ivoorkust · Jamaica · Japan · Joegoslavië · Kameroen · Kenia · Libanon · Liberia · Libië · Liechtenstein · Luxemburg · Madagaskar · Maleisië · Mali · Marokko · Mexico · Monaco · Mongolië · Nederland · Nederlandse Antillen · Nepal · Nieuw-Zeeland · Niger · Nigeria · Noord-Rhodesië · Noorwegen · Oeganda · Oostenrijk · Pakistan · Panama · Peru · Polen · Portugal · Puerto Rico · Roemenië · Senegal · Sovjet-Unie · Spanje · Taiwan · Tanganyika · Thailand · Trinidad en Tobago · Tsjaad · Tsjecho-Slowakije · Tunesië · Turkije · Uruguay · Venezuela · Verenigde Arabische Republiek · Verenigde Staten · Vietnam · Zuid-Korea · Zuid-Rhodesië · Zweden · Zwitserland